# Sandefjord Futsal
Il Sandefjord Futsal è una squadra norvegese di calcio a 5 con sede a Sandefjord. Milita nella NFF Futsal Eliteserie, massima divisione del campionato locale.

## Storia
Il Sandefjord Futsal è stato fondato nell'autunno 2003, con il nome Dilla på Lilla.

## Organico

### Rosa
Aggiornata al campionato 2015-2016.
| N° | Naz.                | Ruolo | Sportivo                   | Anno | Alt.   | Peso  |
| -- | ------------------- | ----- | -------------------------- | ---- | ------ | ----- |
| 2  | Norvegia (bandiera) | DIF   | Preben Skorge              | 1989 |        |       |
| 4  | Norvegia (bandiera) |       | Harald Haltvik             |      |        |       |
| 7  | Norvegia (bandiera) | LAT   | Morten Amundrød Gudmundsen | 1989 |        |       |
| 8  | Norvegia (bandiera) | DIF   | Lars Ulvik Martinsen       | 1988 |        |       |
| 9  | Norvegia (bandiera) | PIV   | Martin Christiansen        | 1988 |        |       |
| 10 | Norvegia (bandiera) | PIV   | Niklas Espegren            | 1988 |        |       |
| 11 | Norvegia (bandiera) | LAT   | Sindre Svadberg            | 1989 |        |       |
| 12 | Norvegia (bandiera) | POR   | Magnar Nordtun             | 1983 | 180 cm | 77 kg |
| 16 | Norvegia (bandiera) |       | Håkon Sandvik              |      |        |       |
| 18 | Norvegia (bandiera) | PIV   | Christian Leirvik          |      |        |       |
| 20 | Norvegia (bandiera) |       | Lars Flatøy                |      |        |       |
| 21 | Norvegia (bandiera) | LAT   | Per Martin Haugen          | 1979 |        |       |
| 22 | Norvegia (bandiera) |       | Vetle Devig                |      |        |       |
| 23 | Norvegia (bandiera) | POR   | Andreas Ajer               | 1994 |        |       |
| 24 | Norvegia (bandiera) | PIV   | Marius Anthonisen          | 1992 |        |       |
| 30 | Norvegia (bandiera) | LAT   | Daniel Power               | 1989 |        |       |

## Palmarès
- Campionato norvegese: 2

2015-16, 2017-18

## Stagioni precedenti
- Sandefjord Futsal 2008-2009
- Sandefjord Futsal 2013-2014